# Deilig (musikalbum)
Deilig är ett musikalbum med Jan Eggum. Albumet släpptes 1999 av skivbolaget Grappa Musikkforlag A/S.

## Låtlista
1. "Vi vil helst ikkje vite det" – 3:55
2. "I live" – 3:58
3. "På TV" – 4:21
4. "Deilig" – 3:34
5. "Ambivalencia" – 4:18
6. "Som eg 'e" – 4:01
7. "Lik i lasten" – 3:13
8. "Lever lever lever" – 4:17
9. "Den første" – 3:26
10. "En sånn en" – 3:04
11. "Uten røtter" – 4:00
12. "Lev sjøl" – 1:44

- Alla låtar skrivna av Jan Eggum.

## Medverkande
Musiker
- Jan Eggum – sång, gitarr
- Jojje Wadenius – elektrisk gitarr
- Børge Petersen-Øverleir – gitarr
- Marius Reksjø – basgitarr
- Bugge Wesseltoft – piano, synthesizer, orgel, clavinet
- Rune Arnesen – trummor, percussion
- Jens Petter Antonsen – trumpet
- Morten Halle – saxofon
- Torbjørn Sunde – trombon
- Håkon Iversen, Marian Lisland, Per Øystein Sørensen – körsång
- Sasha Mandy – basgitarr (på "Vi vil helst ikkje vite det")
- Wayne Stewart – trummer (på "Vi vil helst ikkje vite det")
- Vegard Johnsen, Dorthe Dreier, Angelika Karsrud – viola (på "På TV", "Den første" och "Lev sjøl")
- Hans Josef Groh – cello (på "På TV", "Den første" och "Lev sjøl")
- Célio de Carvalho – pandeiro, percussion (på "Ambivalencia")
- Finn Hauge – munspel (på "Lik i lasten"), fiol (på "Uten røtter")
- Miki N'Doye – congas (på "En sånn en" och "Uten røtter")
- Gaute Storaas – arrangement (stråkinstrument) (på "Den første" och "Lev sjøl")

Produktion
- Bugge Wesseltoft – musikproducent
- Jan Roberg – ljudtekniker
- Alar Suurna – ljudmix
- Robert Wellerfors – mastering
- Christian Hatt, Marcel Leliënhof – foto
- LOFT – omslagsdesign